# موکش کاتری
موکش کاتری (هندی: मुकेश खत्री؛ زادهٔ ۸ اکتبر ۱۹۸۲) کشتی‌گیر اهل هند است.